# Tijuca
Tijuca är ett fågelsläkte i familjen kotingor inom ordningen tättingar. Släktet omfattar endast två arter som förekommer i sydöstra Brasilien:
- Gulvingad piha (T. atra)
- Gråvingad piha (T. condita)